# Torneo de Gaiba
El Veneto Open es un torneo de tenis femenino que se juega en Gaiba (Italia) desde 2022. Forma parte de la categoría WTA 125s y se disputa sobre hierba en el Gaiba Tennis Club, como preparación para el Torneo de Wimbledon. Entre los locales, el torneo también se conoce como Gaibledon.

## Palmarés

### Individuales
| Año  | Campeón             | Finalista     | Resultado     |
| ---- | ------------------- | ------------- | ------------- |
| 2022 | Alison Van Uytvanck | Sara Errani   | 6-4, 6-3      |
| 2023 | Ashlyn Krueger      | Tatjana Maria | 3-6, 6-4, 7-5 |
| 2024 | Alycia Parks        | Bernarda Pera | 6-3, 6-1      |

### Dobles
| Año  | Campeones                    | Finalistas                             | Resultado        |
| ---- | ---------------------------- | -------------------------------------- | ---------------- |
| 2022 | Madison Brengle Claire Liu   | Vitalia Diatchenko Oksana Kalashnikova | 6–4, 6–3         |
| 2023 | Han Na-lae Jang Su-jeong     | Weronika Falkowska Katarzyna Piter     | 6-3, 3–6, [10–6] |
| 2024 | Hailey Baptiste Alycia Parks | Miriam Kolodziejová Anna Sisková       | 7-6(4), 6–2      |